# Amélia Almeida Ribeiro Olaio
Amélia Almeida Ribeiro Olaio (1957) es una botánica, curadora, y profesora brasileña.
En la actualidad es investigadora del Instituto de Botánica de São Paulo, trabajando en la familia de las aráceas.Dos nuevas especies nombradas por la autora

## Membresías
- de la Sociedad Brasileña de Floricultura[3]